# Mnichowo (województwo wielkopolskie)
Mnichowo – wieś w Polsce położona w województwie wielkopolskim, w powiecie gnieźnieńskim, w gminie Gniezno.
Wieś duchowna, własność kapituły katedralnej gnieźnieńskiej, pod koniec XVI wieku leżała w powiecie gnieźnieńskim województwa kaliskiego. W latach 1975–1998 miejscowość administracyjnie należała do województwa poznańskiego.
W 2014 została wydana książka o Mnichowie Zarys dziejów Mnichowa.

## Charakterystyka
Zabytki:
- szkoła (budynek dworski odnowiony w wakacje 2006 roku)
- wielki kamień leżący przy drodze prowadzącej w kierunku drogi poznańskiej (do Skiereszewa i Woźnik).

We wsi znana jest legenda o świątyni zbudowanej przez mnichów, która została zalana – dzisiaj znajduje się tam staw.
Wieś posiada też remizę strażacką, która jest siedzibą ochotniczej straży pożarnej, oraz boisko sportowe.

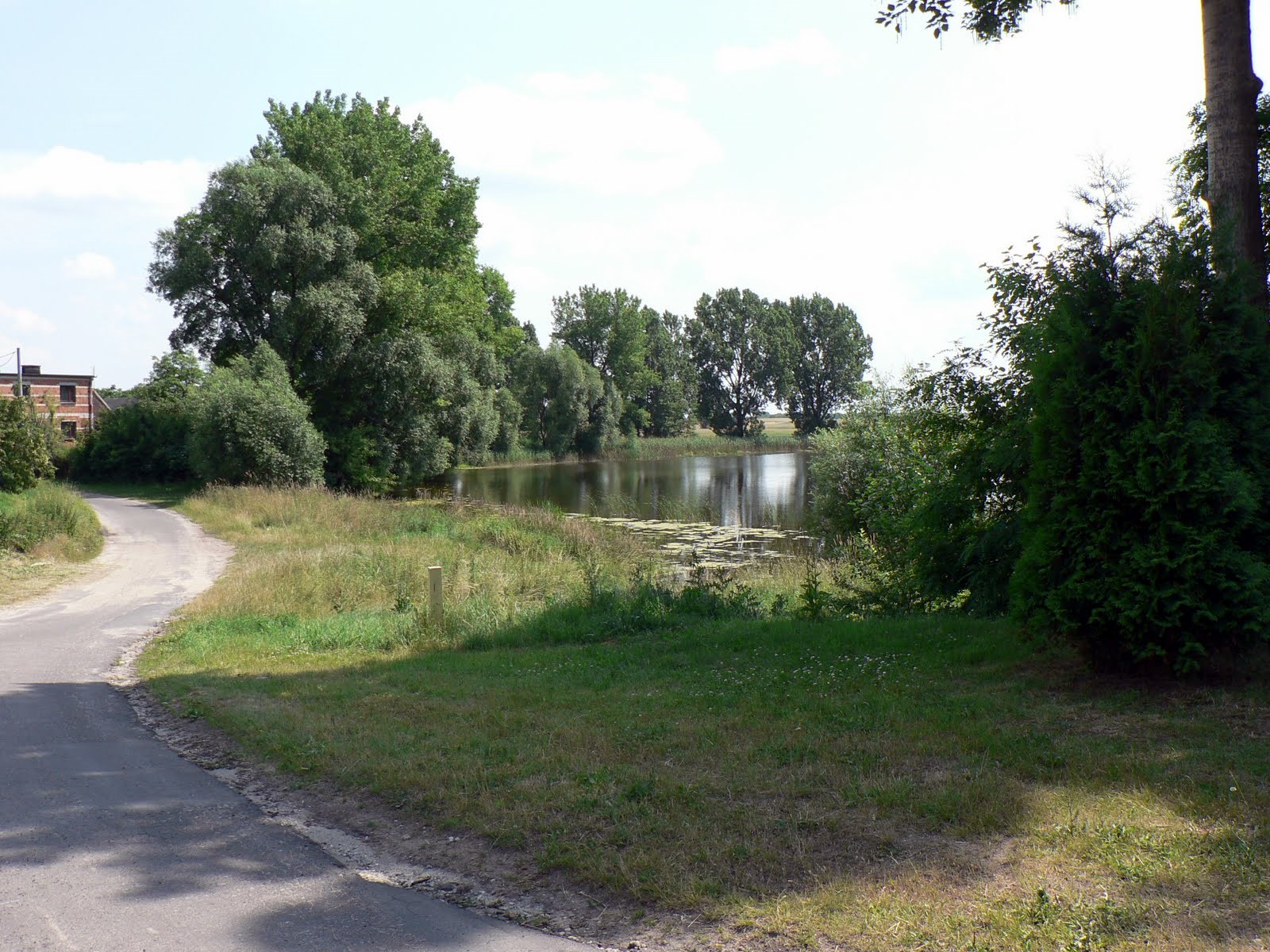
Staw w Mnichowie

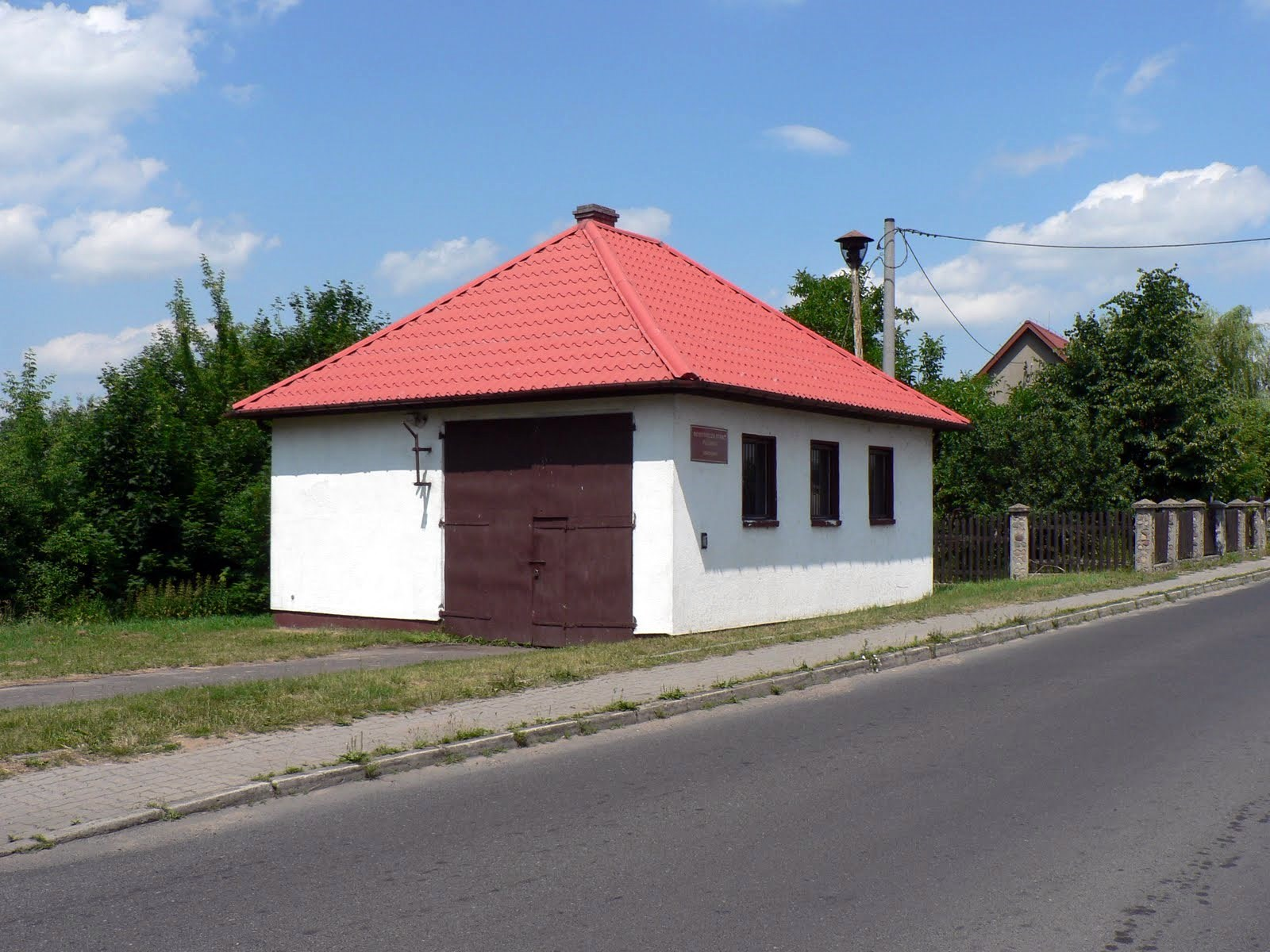
Remiza OSP Mnichowo